# Nampu (Purwodadi)
Nampu is een bestuurslaag in het regentschap Purworejo van de provincie Midden-Java, Indonesië. Nampu telt 239 inwoners (volkstelling 2010).